# 朱秩炅
安塞宣靖王朱秩炅（1427年—1473年），明朝慶藩唯一一代安塞王，慶靖王朱㮵的庶第六子，生母魏氏。

## 生平
宣德二年（1427年）生。正統九年（1444年）四月，封安塞王。十一月，獲歲祿一千石，米、鈔各支一半。
朱秩炅十二岁丧父，母亲位氏教诲他。他性情通敏，过目不忘，善作古文。遇到缙绅学士，讨论辨惑，终日不倦。著有《随笔》二十卷。
成化九年（1473年）七月，朱秩炅去世，享年四十七歲，諡號宣靖。因其子夭折，安塞王的封爵被廢除。

## 家庭

### 妻
- 成氏，寧夏衛千戶成銘女，正統十年（1445年）七月冊為安塞王妃[5]。

### 子
- 嫡子：朱邃埰
- 庶子：朱邃𡏴[6]